# Ioannina
Ioannina (greacă Ιωάννινα / Ioánnina, mai rar Γιάννενα / Giánnena sau Γιάννινα / Giánnina, în aromână Ianina) este capitala regiunii Epirus în Grecia, cu o populație de 100.000 de locuitori, la o altitudine de 600 m peste nivelul mării. Este capitala unei prefecturi a Greciei cu același nume. Orașul este situat pe partea de vest a lacului Pamvotis (greacă: Παμβώτιδα).
În albaneză orașul se cheamă Janinë sau Janina. Încă din vechime, românii au cunoscut orașul sub numele Ianina.
Ioannina este mai mult un orășel turistic necunoscut decât o destinație în sine și tocmai asta este cea mai frumoasă parte a sa. Ioannina este un oraș construit într-o fostă cetate. Astăzi ruinele cetății sunt vizibile si ele înconjoară o parte din orașul actual. Cetatea este astăzi reprezentată numai aceste ziduri, în interiorul lor aflându-se o mulțime de case locuite si frumos aranjate. Fortăreața pe care o putem admira astăzi este cea mai veche construcție bizantină a Greciei, fiind construita de împăratul Iustinian in 528 D.Hr. Zidurile orașului vechi păstrează casele tradiționale cumva departe de restul orașului.

## Personalități
- Partenie I al Constantinopolului (d. 1646), patriarh ecumenic al Constantinopolului (1639-1644)
- Filaret al II-lea, Mitropolit al Ungrovlahiei (d. 1794), mitropolit al Ungrovlahiei (1792-1793)